# Евдоксий Антиохийски
Евдоксий (на гръцки: Ευδόξιος ο Αντιοχείας) е патриарх на Константинопол от 360 г. до 370 г. Преди това е владика на Германика (Комагена) и на Антиохия. Той е влиятелен радикален арианин.
Евдоксий учи в Антиохия, след 330 г. става владика на Германика (Комагена) и по това време става привърженик на умереното крило в арианската партия на Евсевий Никомидийски.
Евдоксий участва в църковния събор в Антиохия (341 г.), на църковния събор Сердика (342 г.) и на църковния събор в Милано (355 г.).
През 358 г. става патриарх на Антиохия. Констанций II го сваля от поста му и го изпраща обратно в родината му, заради неговото поддържане на арианите Аеций Антиохийски и Евномий.
След отказа му от радикалния арианизъм, императорът го назначава на 27 януари 360 г. за владика на Константинопол.
През 366 г. Евдоксий кръщава император Валент и има голямо влияние върху неговата добронамерена арианска политика.